# Алексеевка (Наро-Фоминский район)
Алексе́евка — деревня в Наро-Фоминском районе Московской области входит в состав городского поселения Наро-Фоминск. Численность постоянного населения (2005) — 1 человек.
Деревня находится в 8 км от железнодорожной станции Нара, в 3 км от границ Наро-Фоминска.
Автобус от Наро-Фоминска № 28.